# نتلزه
نتلزه (به آلمانی: Nettelsee) یک شهر در آلمان است که در Plön (District) واقع شده‌است. نتلزه ۳۸۹ نفر جمعیت دارد.